# Isòtops del platí
El platí (Pt) natural es compon de cinc isòtops estables, el 192Pt, el 194Pt amb una abundància natural del 32,967%, el 195Pt amb una abundància natural del 33,832%, el 196>Pt amb una abundància natural del 25,242% i el 198Pt amb una abundància natural del 7,163%. L'altre isòtop natural, el 190Pt té un període de semidesintegració de 6,5 x 1011 anys.

Massa atòmica estàndard: 195.084(9) u

## Taula
| Símbol del núclid | Z(p)                | N(n)                | massa isotòpica(u)  | període de semidesintegració | Espín nuclear | composició isotòpics representativa (fracció molar) | rang de variació natural (fracció molar) |
| Símbol del núclid | energia d'excitació | energia d'excitació | energia d'excitació | període de semidesintegració | Espín nuclear | composició isotòpics representativa (fracció molar) | rang de variació natural (fracció molar) |
| ----------------- | ------------------- | ------------------- | ------------------- | ---------------------------- | ------------- | --------------------------------------------------- | ---------------------------------------- |
| 166Pt             | 78                  | 88                  | 165.99486(54)#      | 300(100) µs                  | 0+            |                                                     |                                          |
| 167Pt             | 78                  | 89                  | 166.99298(44)#      | 700(200) µs                  | 7/2-#         |                                                     |                                          |
| 168Pt             | 78                  | 90                  | 167.98815(22)       | 2.00(18) ms                  | 0+            |                                                     |                                          |
| 169Pt             | 78                  | 91                  | 168.98672(22)#      | 3.7(15) ms                   | 3/2-#         |                                                     |                                          |
| 170Pt             | 78                  | 92                  | 169.982495(20)      | 14.0(2) ms                   | 0+            |                                                     |                                          |
| 171Pt             | 78                  | 93                  | 170.98124(9)        | 51(2) ms                     | 3/2-#         |                                                     |                                          |
| 172Pt             | 78                  | 94                  | 171.977347(14)      | 98.4(24) ms                  | 0+            |                                                     |                                          |
| 173Pt             | 78                  | 95                  | 172.97644(6)        | 365(7) ms                    | 5/2-#         |                                                     |                                          |
| 174Pt             | 78                  | 96                  | 173.972819(13)      | 0.889(17) s                  | 0+            |                                                     |                                          |
| 175Pt             | 78                  | 97                  | 174.972421(20)      | 2.53(6) s                    | 5/2-#         |                                                     |                                          |
| 176Pt             | 78                  | 98                  | 175.968945(15)      | 6.33(15) s                   | 0+            |                                                     |                                          |
| 177Pt             | 78                  | 99                  | 176.968469(16)      | 10.6(4) s                    | 5/2-          |                                                     |                                          |
| 177mPt            | 147.4(4) keV        | 147.4(4) keV        | 147.4(4) keV        | 2.2(3) µs                    | 1/2-          |                                                     |                                          |
| 178Pt             | 78                  | 100                 | 177.965649(12)      | 21.1(6) s                    | 0+            |                                                     |                                          |
| 179Pt             | 78                  | 101                 | 178.965363(10)      | 21.2(4) s                    | 1/2-          |                                                     |                                          |
| 180Pt             | 78                  | 102                 | 179.963031(12)      | 56(2) s                      | 0+            |                                                     |                                          |
| 181Pt             | 78                  | 103                 | 180.963097(16)      | 52.0(22) s                   | 1/2-          |                                                     |                                          |
| 182Pt             | 78                  | 104                 | 181.961171(17)      | 2.2(1) min                   | 0+            |                                                     |                                          |
| 183Pt             | 78                  | 105                 | 182.961597(17)      | 6.5(10) min                  | 1/2-          |                                                     |                                          |
| 183m1Pt           | 34.50(8) keV        | 34.50(8) keV        | 34.50(8) keV        | 43(5) s                      | (7/2)-        |                                                     |                                          |
| 183m2Pt           | 195.68(11) keV      | 195.68(11) keV      | 195.68(11) keV      | >150 ns                      | (9/2)+        |                                                     |                                          |
| 184Pt             | 78                  | 106                 | 183.959922(19)      | 17.3(2) min                  | 0+            |                                                     |                                          |
| 184mPt            | 1839.4(16) keV      | 1839.4(16) keV      | 1839.4(16) keV      | 1.01(5) ms                   | 8-            |                                                     |                                          |
| 185Pt             | 78                  | 107                 | 184.96062(4)        | 70.9(24) min                 | (9/2+)        |                                                     |                                          |
| 185mPt            | 103.4(2) keV        | 103.4(2) keV        | 103.4(2) keV        | 33.0(8) min                  | (1/2-)        |                                                     |                                          |
| 186Pt             | 78                  | 108                 | 185.959351(23)      | 2.08(5) h                    | 0+            |                                                     |                                          |
| 187Pt             | 78                  | 109                 | 186.96059(3)        | 2.35(3) h                    | 3/2-          |                                                     |                                          |
| 188Pt             | 78                  | 110                 | 187.959395(6)       | 10.2(3) d                    | 0+            |                                                     |                                          |
| 189Pt             | 78                  | 111                 | 188.960834(12)      | 10.87(12) h                  | 3/2-          |                                                     |                                          |
| 189m1Pt           | 172.80(6) keV       | 172.80(6) keV       | 172.80(6) keV       | 464(25) ns                   | 9/2-          |                                                     |                                          |
| 189m2Pt           | 191.6(4) keV        | 191.6(4) keV        | 191.6(4) keV        | 143(5) µs                    | (13/2+)       |                                                     |                                          |
| 190Pt             | 78                  | 112                 | 189.959932(6)       | 6.5(3)E+11 a                 | 0+            | 0.00014(1)                                          |                                          |
| 191Pt             | 78                  | 113                 | 190.961677(5)       | 2.862(7) d                   | 3/2-          |                                                     |                                          |
| 191m1Pt           | 100.67(2) keV       | 100.67(2) keV       | 100.67(2) keV       | >1 µs                        | (9/2)-        |                                                     |                                          |
| 191m2Pt           | 149.04(2) keV       | 149.04(2) keV       | 149.04(2) keV       | 95(5) µs                     | (13/2)+       |                                                     |                                          |
| 192Pt             | 78                  | 114                 | 191.9610380(27)     | ESTABLE                      | 0+            | 0.00782(7)                                          |                                          |
| 193Pt             | 78                  | 115                 | 192.9629874(18)     | 50(6) a                      | 1/2-          |                                                     |                                          |
| 193mPt            | 149.78(4) keV       | 149.78(4) keV       | 149.78(4) keV       | 4.33(3) d                    | 13/2+         |                                                     |                                          |
| 194Pt             | 78                  | 116                 | 193.9626803(9)      | ESTABLE                      | 0+            | 0.32967(99)                                         |                                          |
| 195Pt             | 78                  | 117                 | 194.9647911(9)      | ESTABLE                      | 1/2-          | 0.33832(10)                                         |                                          |
| 195mPt            | 259.30(8) keV       | 259.30(8) keV       | 259.30(8) keV       | 4.010(5) d                   | 13/2+         |                                                     |                                          |
| 196Pt             | 78                  | 118                 | 195.9649515(9)      | ESTABLE                      | 0+            | 0.25242(41)                                         |                                          |
| 197Pt             | 78                  | 119                 | 196.9673402(9)      | 19.8915(19) h                | 1/2-          |                                                     |                                          |
| 197mPt            | 399.59(20) keV      | 399.59(20) keV      | 399.59(20) keV      | 95.41(18) min                | 13/2+         |                                                     |                                          |
| 198Pt             | 78                  | 120                 | 197.967893(3)       | ESTABLE [>320E+12 a]         | 0+            | 0.07163(55)                                         |                                          |
| 199Pt             | 78                  | 121                 | 198.970593(3)       | 30.80(21) min                | 5/2-          |                                                     |                                          |
| 199mPt            | 424(2) keV          | 424(2) keV          | 424(2) keV          | 13.6(4) s                    | (13/2)+       |                                                     |                                          |
| 200Pt             | 78                  | 122                 | 199.971441(22)      | 12.5(3) h                    | 0+            |                                                     |                                          |
| 201Pt             | 78                  | 123                 | 200.97451(5)        | 2.5(1) min                   | (5/2-)        |                                                     |                                          |
| 202Pt             | 78                  | 124                 | 201.97574(32)#      | 44(15) h                     | 0+            |                                                     |                                          |